# Karl Herzfeld
Karl Ferdinánd Herzfeld (Bécs, 1892. február 24. – Washington, 1978. június 3.) osztrák–amerikai elméleti fizikus.

## Életpálya
A bécsi bencés gimnáziumba járt, majd Bécsben kezdte el az egyetemet is, melyet Zürichben és Göttingenben folytatott tovább. Bécsben doktorált Friedrich Hasenöhrl témavezetésével. Az első világháborúban katonaként szolgált. A háború utána Münchenben lett Kasimir Fajans, majd Arnold Sommerfeld munkatársa. 1926-tól a baltimorei Johns Hopkins Egyetemen az elméleti fizika professzora. 1936-tól a washingtoni Katolikus Egyetem kutató-tanára. Mindenütt kivívta munkatársai elismerését, tanítványai tiszteletét.

## Kutatási területei
Kutató munkájának legfontosabb területe az anyag szerkezetének statisztikus fizikai, valamint a többatomos molekulák elektronszerkezetének kvantummechanikai tárgyalása volt. Foglalkozott az ultrahang hullámok és a sajátrezgésre képes, többatomos molekulák közötti energiacserével.